# Angol labdarúgó-bajnokság (negyedosztály)
A Football League Two (gyakran egyszerűen League Two vagy Sky Bet League Two a szponzor miatt) az angol labdarúgás negyedik legmagasabb osztálya. A bajnokságban 24 csapat szerepel. Jelenlegi formája 2004-ben jött létre, 1992 és 2004 között Football League Third Division, előtte pedig Football League Fourth Division néven volt ismert.

## Lebonyolítása
A Football League Two-ban 24 csapat szerepel, a szezon során minden csapat két-két meccset játszik egymással, egyet hazai pályán, egyet idegenben. A győzelemért három, a döntetlenért egy pont jár, a vesztes csapatok nem kapnak pontot. A szezon végén az első három helyen álló csapat automatikusan feljut a Football League One-ba, azaz a harmadosztályba. A negyedik, ötödik, hatodik és hetedik helyen végző csapatok rájátszáson vesznek részt, a rájátszás győztese szintén a harmadosztályba kerül. A feljutók helyére a League One négy kiesője kerül.
A League Two utolsó két helyén záró klub kiesik a Conference Nationalbe, az ötödosztályba. Az ötödosztályból a bajnok automatikusan feljut, a második, harmadik, negyedik és ötödik helyen végzett csapatok között pedig rájátszással dől el, hogy melyikük lesz a második feljutó.

## Csapatok a 2015–16-os szezonban
| Csapatnév            | Helyezés a 2014-15-ös szezonban                  |
| -------------------- | ------------------------------------------------ |
| Accrington Stanley   | 17.                                              |
| AFC Wimbledon        | 15.                                              |
| Barnet               | 1. a Conference Nationalben                      |
| Bristol Rovers       | 2. a Conference Nationalben (rájátszás győztese) |
| Cambridge United     | 19.                                              |
| Carlisle United      | 20.                                              |
| Crawley Town         | 22. a League One-ban                             |
| Dagenham & Redbridge | 14th                                             |
| Exeter City          | 10.                                              |
| Hartlepool United    | 22.                                              |
| Leyton Orient        | 23. a League One-ban                             |
| Luton Town           | 8.                                               |
| Mansfield Town       | 21.                                              |
| Morecambe            | 11.                                              |
| Newport County       | 9.                                               |
| Northampton Town     | 12.                                              |
| Notts County         | 21st a League One-ban                            |
| Oxford United        | 13.                                              |
| Plymouth Argyle      | 7.                                               |
| Portsmouth           | 16.                                              |
| Stevenage            | 6.                                               |
| Wycombe Wanderers    | 4.                                               |
| Yeovil Town          | 24. a League One-ban                             |
| York City            | 18.                                              |

## Győztesek
| Szezon  | Bajnok             | Második             | Harmadik          | A rájátszás győztese |
| ------- | ------------------ | ------------------- | ----------------- | -------------------- |
| 2004–05 | Yeovil Town        | Scunthorpe United   | Swansea City      | Southend United      |
| 2005–06 | Carlisle United    | Northampton Town    | Leyton Orient     | Cheltenham Town      |
| 2006–07 | Walsall            | Hartlepool United   | Swindon Town      | Bristol Rovers       |
| 2007–08 | Milton Keynes Dons | Peterborough United | Hereford United   | Stockport County     |
| 2008–09 | Brentford          | Exeter City         | Wycombe Wanderers | Gillingham           |
| 2009–10 | Notts County       | Bournemouth         | Rochdale          | Dagenham & Redbridge |
| 2010–11 | Chesterfield       | Bury                | Wycombe Wanderers | Stevenage            |
| 2011–12 | Swindon Town       | Shrewsbury Town     | Crawley Town      | Crewe Alexandra      |
| 2012–13 | Gillingham         | Rotherham United    | Port Vale         | Bradford City        |
| 2013–14 | Chesterfield       | Scunthorpe United   | Rochdale          | Fleetwood Town       |
| 2014–15 | Burton Albion      | Shrewsbury Town     | Bury              | Southend United      |
| 2015–16 | Northampton Town   | Oxford United       | Bristol Rovers    | AFC Wimbledon        |
| 2016–17 | Portsmouth         | Plymouth Argyle     | Doncaster Rovers  | Blackpool            |
| 2017–18 | Accrington Stanley | Luton Town          | Wycombe Wanderers | Coventry City        |

## Kiesők
| Szezon  | Csapatok                                 |
| ------- | ---------------------------------------- |
| 2004–05 | Kidderminster Harriers, Cambridge United |
| 2005–06 | Oxford United, Rushden & Diamonds        |
| 2006–07 | Boston United, Torquay United            |
| 2007–08 | Mansfield Town, Wrexham                  |
| 2008–09 | Chester City, Luton Town*                |
| 2009–10 | Darlington, Grimsby Town                 |

- *A Luton Towntól 30 pontot levontak

## Gólkirályok
| Szezon  | Gólkirály      | Csapat              | Gól |
| ------- | -------------- | ------------------- | --- |
| 2004–05 | Phil Jevons    | Yeovil Town         | 27  |
| 2005–06 | Karl Hawley    | Carlisle United     | 23  |
| 2006–07 | Richard Barker | Hartlepool United   | 21  |
| 2006–07 | Izale McLeod   | Milton Keynes Dons  | 21  |
| 2007–08 | Aaron McLean   | Peterborough United | 29  |
| 2008–09 | Grant Holt     | Shrewsbury Town     | 20  |
| 2008–09 | Jack Lester    | Chesterfield        | 20  |
| 2009–10 | Lee Hughes     | Notts County        | 30  |

## Stadionok a 2010–11-es szezonban
| Csapat             | Stadion             | Befogadóképesség |
| ------------------ | ------------------- | ---------------- |
| Bradford City      | Valley Parade       | 25 136 fő        |
| Rotherham United   | Don Valley Stadion  | 25 000 fő        |
| Port Vale          | Vale Park           | 19 052 fő        |
| Oxford United      | Kassam Stadion      | 12 500 fő        |
| Southend United    | Roots Hall          | 12 306 fő        |
| Bury               | Gigg Lane           | 11 669 fő        |
| Gillingham         | Priestfield Stadion | 11 582 fő        |
| Stockport County   | Edgeley Park        | 10 852 fő        |
| Chesterfield       | B2net Stadion       | 10 338 fő        |
| Wycombe Wanderers  | Adams Park*         | 10 284 fő        |
| Lincoln City       | Sincil Bank         | 10 127 fő        |
| Crewe Alexandra    | Alexandra Stadion   | 10 118 fő        |
| Shrewsbury Town    | Prostar Stadion     | 10 000 fő        |
| Northampton Town   | Sixfields Stadion   | 7 653 fő         |
| Aldershot Town     | Recreation Ground*  | 7 100 fő         |
| Stevenage          | Broadhall Way*      | 7 100 fő         |
| Cheltenham Town    | Whaddon Road*       | 7 066 fő         |
| Burton Albion      | Pirelli Stadion*    | 6 912 fő         |
| Morecambe          | Globe Arena*        | 6 476 fő         |
| Macclesfield Town  | Moss Rose*          | 6 335 fő         |
| Barnet             | Underhill Stadion*  | 5 568 fő         |
| Torquay United     | Plainmoor*          | 6 104 fő         |
| Hereford United    | Edgar Street*       | 5 300 fő         |
| Accrington Stanley | Crown Ground*       | 5 057 fő         |

- * A stadionban állóhelyek is vannak.

## Külső hivatkozások
- A Football League Two hivatalos honlapja

## Fordítás
- Ez a szócikk részben vagy egészben  a   Football League Two című angol Wikipédia-szócikk fordításán alapul.  Az eredeti cikk szerkesztőit annak laptörténete sorolja fel. Ez a jelzés csupán a megfogalmazás eredetét és a szerzői jogokat jelzi, nem szolgál a cikkben szereplő információk forrásmegjelöléseként.